# Henrique Marcelino Motta
Henrique Marcelino Motta (sinh ngày 10 tháng 1 năm 1991) là cầu thủ bóng đá người Brasil. Anh hiện chơi bóng cho Câu lạc bộ bóng đá Hoàng Anh Gia Lai ở vị trí hậu vệ. Trước kia anh đã chơi ở Brasil và CLB Portuguesa. Anh đã được Câu lạc bộ Hoàng Anh Gia Lai kí hợp đồng với giá 125.000 Euro.